# لوي كولن
لوي كولن (1876 – يوليو 1960)، كانت ناشطةً بريطانيةً مناديةً بمنح المرأة الحق في التصويت ومشاركةً في حملات الإضراب عن الطعام. هاجرت كولن إلى أستراليا لمواصلة نشاطها في المجال النسوي. اعتُقلت بسبب أعمالها النشاطية، وقُلّدت مشبك هولواي.

## حياتها
وُلدت باسم لويزا كلاريسا مايس في عام 1877، لكنها فضلت أن تُنادى باسم لوي، وأُطلق عليها اسم لويز في بعض المراجع أيضًا. تركت لوي المدرسة في سن الرابعة عشر وبدأت بالعمل لفترة من الزمن. تزوجت لوي من جوشوا ويليام كولن الذي ينتمي إلى الطبقة العاملة في عام 1900، واتسم زوجها بتعاطفه مع الحملات المنادية بمنح المرأة الحق في التصويت.

### المناداة بحق المرأة في التصويت، والاعتقال، والتقدير
أصبحت كولن مناديةً راديكاليةً بمنح المرأة الحق في التصويت، إذ انضمت إلى الاتحاد الاجتماعي والسياسي للمرأة (دبليو. إس. بّي. يو.) بعد فترة قصيرة من تأسيسه وقبل افتتاح بقية الأفرع التابعة له، ثم تسلمت مهمة إدارة فرع كنسل في لندن بعد افتتاحه في عام 1906. تمكنت كل من كولن وهانا ميتشل من تهريب لافتة كُتب عليها «التصويت للنساء» إلى داخل مجلس العموم في عام 1906، إذ شاركت مجموعةً مكونةً من واحد وعشرين امرأةً -من بينهم إميلين بانكيرست- في هذا الحدث، لكنهن اضطررن إلى الرحيل بعد رفعهن للافتات داخل المبنى. أُلقي القبض على كولن بعد محاولتها إلى جانب بعض المناديات بحق المرأة في التصويت في اقتحام مجلس العموم بواسطة عربة نقل في عام 1908، إذ هدفت محاولتهن هذه إلى إيصال أصواتهن المطالبة بمنح المرأة حقها في التصويت.
سُجنت كولن في سجن هولواي، حيث بدأت إضرابها عن الطعام من أجل قضية المطالبة بحق المرأة في التصويت. منحت الجمعية الاجتماعية والسياسية للمرأة كولن مشبك هولواي. ألقت كولن خطابًا على المنصة الرئيسية رقم 4 في مسيرة أحد النساء في هايد بارك في 21 يونيو من عام 1908. شجعت كريستابيل بانكيرست -في رسالة كتبتها في 17 يوليو من عام 1909- كولن للذهاب إلى نورويتش بهدف «إيقاظ» الناس وحشدهم لتحية ونستون تشرشل عند إلقاءه لخطابه هناك.
تدهورت صحة كولن في فترة اعتقالها، ثم قررت الانتقال مع زوجها للبقاء في ملبورن بأستراليا لمدة عامين مبدئيًا في شهر ديسمبر من عام 1911، لكنهما قررا في نهاية المطاف الاستقرار في أستراليا.

### النشاط في أستراليا
تبنت كولن وزوجها طفلًا لكنه تُوفي بعد فترة قصيرة من وصولهم إلى أستراليا.
أخدت كولن على عاتقها مهمة إلقاء محاضرات حول حقوق المرأة في الجمعية السياسية للمرأة في ملبورن بدعوة من فيدا جولدشتاين في عام 1914، إذ علقت كولن حول قضية حقوق المرأة قائلةً: «تقوم النساء بأقل الأعمال منزلةً خدمةً للعالم برمته، ويبقى عملها هذا غير منظمًا وغير مدفوع الأجر». قدمت كولن مساعدات عملية للشابات القاطنات لوحدهن في المدينة، إذ أسست نادي وايفاريرز الاجتماعي ليكون بمثابة مجتمعًا مضيافًا. استمرت كولن في دعمها للقضايا التي نادت بها عائلة بانكيرست، إذ شاركت في بعض المسيرات وسلمت رئيس الوزراء الأسترالي بيلي هيوز عريضةً تضم أكثر من 5000 توقيع للإفراج عن أديلا بانكيرست والش، التي اعتُقلت بعد احتجاجها على أسعار المواد الغذائية.
انتقلت كولن وزوجها إلى سيدني في ثلاثينيات القرن العشرين، حيث انضمت إلى عضوية النساء المناديات بحق المرأة في التصويت. وُصفت كولن بأنها «ناشطة حقيقية في مجال المطالبة بحق المرأة في التصويت» في صحيفة سيدني مورنينغ هيرالد. دعمت كولن النساء اللاتي أردن الانخراط في الحياة السياسية، إذ كتبت مهنئةً السيدة إن. إيه. باركر على انتخابها كأول عضوة في مجلس محلي لمجلس مولونغ في عام 1947. أفادت العديد من المصادر اعتراض كولن العلني على استخدام كلمة «طاعة» في حفل زواج الأميرة إليزابيث آنذاك (الآن الملكة إليزابيث الثانية) من الأمير فيليب، إذ اعتبرت أن هذه الكلمة قد «أكل عليها الدهر وشرب».
تبرعت كولن ببعض الأشياء للمجموعة الوطنية في عام 1953احتفالًا بمرور 50 عامًا على حصول المرأة على حقها في التصويت في أستراليا، إذ تضمنت هذه الأشياء ميدالية هولواي التي كانت على شكل مشبك حديدي مزين بشريطة ملونة بالأخضر والأبيض والأرجواني -ألوان الجمعية الاجتماعية والسياسية للمرأة- من تصميم كريستابيل بانكيرست.